# Senado da República (Itália)
O Senado da República Italiana (em italiano: Senato della Repubblica) é a câmara alta do Parlamento da Itália.
Foi estabelecido em 1 de janeiro de 1948, em substituição ao Senado do Reino (Senato del Regno) ativo durante o Reino da Itália, e instalou-se pela primeira vez em 8 de maio do mesmo ano com as primeiras eleições legislativas.
O Senado da República está sediado no Palazzo Madama, uma das inúmeras antigas residências dos Médici em Roma, e possui 200 senadores eleitos para um mandato de 5 anos. Além desses, cada Presidente da República pode designar até 5 senadores vitalícios (senatori a vita). Os ex-Presidentes da República são também senadores de direito e vitalícios.
O Senado pode ser dissolvido pelo Presidente da República, depois de consultar o Presidente do Senado. Esse poder é normalmente exercido quando no Senado não se forma uma maioria política.
O Senado e a Câmara possuem o mesmo peso de votação de leis, o que faz com que o Parlamento italiano esteja inserido na teoria do "bicameralismo perfeito" (bicameralismo perfetto), devido ao equilíbrio entre as funções de ambas as casas.

## Composição
O Senado é atualmente composto por 200 membros eleitos, além de 5 senadores vitalícios. Os senadores devem possuir mais de 40 anos de idade e são eleitos por todos os cidadãos italianos acima de 25 anos de idade. Um grupo de 6 senadores é eleito pelos italianos residentes no exterior.

### XVII Legislatura
| Partido                         | Fevereiro 2013 | Setembro 2013 |
| ------------------------------- | -------------- | ------------- |
| Partido Democrático             | 106 cadeiras   | 108 cadeiras  |
| O Povo da Liberdade             | 92 cadeiras    | 91 cadeiras   |
| MoVimento 5 Estrelas            | 53 cadeiras    | 50 cadeiras   |
| Escolha Cívica para a Itália    | 21 cadeiras    | 20 cadeiras   |
| Liga Norte e Autonomias         | 17 cadeiras    | 16 cadeiras   |
| Grandes Autonomias e Liberdades | 0 cadeiras     | 10 cadeiras   |
| Para as Autonomias              | 10 cadeiras    | 10 cadeiras   |
| Grupo misto                     | 20 cadeiras    | 16 cadeiras   |
| Total                           | 319 cadeiras   | 321 cadeiras  |

### Atual (2023)
| Grupo | Grupo                | Ideologia               | Espectro        | Mandatos | Posição  |
| ----- | -------------------- | ----------------------- | --------------- | -------- | -------- |
|       | Irmãos de Itália     | Nacionalismo Italiano   | Extrema-direita | 63 / 206 | Governo  |
|       | Liga Norte           | Populismo de direita    | Direita         | 29 / 206 | Governo  |
|       | Força Itália         | Conservadorismo liberal | Centro-direita  | 18 / 206 | Governo  |
|       | CdI–NM–MAIE          | Conservadorismo         | Centro-direita  | 6 / 206  | Governo  |
|       | Partido Democrático  | Social-democracia       | Centro-esquerda | 38 / 206 | Oposição |
|       | Movimento 5 Estrelas | Populismo               | Pega-tudo       | 28 / 206 | Oposição |
|       | Itália Viva          | Social-democracia       | Esquerda        | 9 / 206  | Oposição |
|       | Autonomia            | Social-democracia       | Centro-esquerda | 8 / 206  | Oposição |
|       | Grupo Misto          | Pega-tudo               | Centro          | 7 / 206  | Oposição |

## Senadores vitalícios
Os senadores vitalícios podem ser os ex-presidentes da Itália ou aqueles indicados pelo Presidente atual mediante seus "méritos sociais, científicos, artísticos ou literários". Os senadores vitalícios cumprem mandato ex officio.
Um senador vitalício perde esta condição ao ser eleito para o cargo de Presidente da República, como o que ocorreu com Giovanni Leone em 1971 e Giorgio Napolitano em 2006.
Os senadores vitalícios em novembro de 2019 são:
- Elena Cattaneo (designada por Giorgio Napolitano em 2013);
- Carlo Azeglio Ciampi (Presidente da República de 1999 a 2006);
- Mario Monti (designado por Giorgio Napolitano em 2011);
- Renzo Piano (designado por Giorgio Napolitano em 2013);
- Carlo Rubbia (designado por Giorgio Napolitano em 2013);
- Liliana Segre (designado por Sergio Mattarella em 2018).